# Municipalità regionale della contea di Drummond
La municipalità regionale di contea di Drummond è una municipalità regionale di contea del Canada, localizzata nella provincia del Québec, nella regione di Centre-du-Québec.
Il suo capoluogo è Drummondville.

## Città principali
City
- Drummondville

Municipalità
- Durham-Sud
- L'Avenir
- Lefebvre
- Saint-Bonaventure
- Saint-Cyrille-de-Wendover
- Saint-Eugène
- Saint-Félix-de-Kingsey
- Saint-Germain-de-Grantham
- Saint-Guillaume
- Saint-Lucien
- Wickham

Villaggi
- Notre-Dame-du-Bon-Conseil